# 自主検査者
自主検査者（じしゅけんさしゃ）とは、自主検査者資格講習などを受講し、修了した者。

## 概要
事業所や検査業において、建設機械やその他の機械の点検を行わなくてはならないことが義務付けられている。自主検査は年1回もしくは月1回定期自主検査、特定自主検査、局所排気装置等定期自主検査を行なわなくてはいけない。事業者は記録の3年間保存が義務付けられている。違反した場合、50万円以下の罰金に処される。

## 検査
労働安全衛生法施行令で指定された一定の機械は年次、月次で行われる定期自主検査で整備、点検、補修を行わなければならない。
定期自主検査を行わなければならない建設機械の中で建設機械（油圧ショベル等）、荷役運搬機械（フォークリフト等）の特定の機械は1年に1回（不整地運搬車は2年に1回）特定自主検査で整備、点検、補修を行わなくてはならない。
特定自主検査には自主検査者の資格を持つ検査者に検査させる事業内検査とユーザーの依頼によって登録検査業者が検査する検査業者検査がある。
局所排気装置、除塵装置等においては局所排気装置の定期自主検査指針に基づき1年以内ごとに1回、定期的に自主検査を行うようになっている。

## 標章
検査済みの機械にはそれを証する検査済標章（ステッカー）を貼付しなくてはならない。建設荷役車両安全技術協会では、定期自主検査済標章、特定自主検査済標章（事業内検査用・検査業者検査用）、出荷標章（定期検査用・特定自主検査用）の発行、管理とともに各支部に頒布している。

## 受講資格
定期自主検査
特定自主検査
- 事業内検査
  - 厚生労働大臣が定める研修修了者
  - 国家検定取得者等の一定の資格者
- 検査業内検査
  - 厚生労働大臣が登録した検査業者
  - 都道府県労働局に登録した検査業者

局所排気装置自主検査
- 衛生工学衛生管理者免許取得者
- 作業環境測定士取得者
- 大学又は高等専門学校において理科系統の卒業者で、その後6ヶ月以上の局所排気装置・除じん装置、空気調和設備若しくはこれに準じる装置の設計又は検査の実務に従事した経験を有する者
- 高等学校において理科系統の卒業者で、その後1年以上の局所排気装置・除じん装置、空気調和設備若しくはこれに準じる装置の設計又は検査の実務に従事した経験を有する者
- 2年以上の局所排気装置・除じん装置、空気調和設備若しくはこれに準じる装置の設計又は検査の実務に従事した経験を有する者
- 特定化学物質作業主任者取得者、鉛作業主任者取得者、有機溶剤作業主任者取得者であって、当該作業に1年以上従事した経験を有する者
- 粉じん特別教育指導員（インストラクター）取得者
- その他これらの者と同等以上の知識及び経験を有すると認められる者

## 自主検査の必要な機械
- 定期自主検査
  - ショベルローダー
  - フォークローダー
  - ストラドルキャリア
  - クレーン
  - ボイラー
- 特定自主検査
  - 車両系荷役運搬機械
    - フォークリフト
    - 不整地運搬車

  - 車両系建設機械
    - 整地運搬積込用機械 
      - ブルドーザー
      - モーターグレーダー
      - トラクターショベル
      - ずり積機
      - スクレーパー
      - スクレープドーザー

    - 掘削用機械
      - パワーショベル
      - ドラグショベル
      - ドラグライン
      - クラムシェル
      - バケット掘削機
      - トレンチャー

    - 解体用機械 
      - ブレーカー

    - 基礎工事用機械 
      - 杭打ち機
      - 杭抜き機
      - アースドリル
      - リバースサーキュレーションドリル
      - せん孔機（チュービングマシンを有するものに限る）
      - アースオーガー
      - ペーパードレーンマシン

    - 締固め用機械 
      - ロードローラー
      - タイヤローラー
      - 振動ローラー
      - ハンドガイドローラー

    - コンクリート打設用機械 
      - コンクリートポンプ車

  - 高所作業車
  - 動力プレス